# Chaska
Chaska är en stad i Carver County i delstaten Minnesota i USA. Staden är administrativ huvudort (county seat) i Carver County. Staden har en yta av totalt 37,1 km² varav 1,6 km² är vatten. Enligt United States Census Bureau uppgår folkmängden till 23 770 invånare (2010).